# Aroma
Az aroma a görög ἄρωμα (aroma) (jelentése: fűszer, illat, parfüm) szóból származik. Az aroma szó általános értelemben véve egy kémiai kölcsönhatás következtében kiváltott érzékszervi ingerület által behatárolható illatot és / vagy ízt jelöl, ami bizonyos kémiai anyagok jelenlétére utal élelmiszerekben, gyógyszerekben, illatszerekben.

## Kémiája

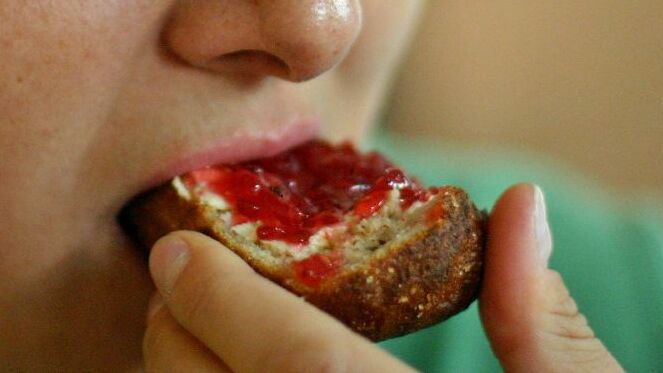
Édes íz és gyümölcsös illat összekapcsolódik a lekvárral.

Sok széles körben ismert aroma köszönheti jellegzetes illatát, és / vagy ízét az aromát felépítő kémiai kötéseinek. Ezen kémiai kötések a következő vegyületek jellemzői: 
- aromás vegyületek
- észterek
- terpének
- alkil-pirazinok
- aldehidek
- ketonok

A trigeminális érzékelő rendszer észleli ezen vegyületek által kiváltott irritációt az orrban, a szájban és a garatban. Az észlelés során jelentős hatással van az érzékelésre az észlelt kémiai anyag észlelés pillanatában mért hőmérséklete és textúrája.

## Alkalmazási terület
Gyakran alkalmazzák az aromákat koncentrált oldat formájában különféle kereskedelmi célú élelmiszeripari termékek illatának és / vagy ízének beállításához. Ha az íz és / vagy illat összhatása nem kielégítő, akkor természetes vagy természetazonos aromaanyagokat használnak fel élelmiszer-adalékanyagként. Ez az eljárás elsősorban a gyenge minőségű, rendszerint az emberi fogyasztásra alkalmatlan, vagy kifejezetten emberi fogyasztásra ellenjavallt termékek mesterséges "feljavítását", azok emberi fogyasztásra alkalmassá tételét, illetve ezáltal a gyártási költségek csökkentését célozza több-kevesebb sikerrel. A kevesebb siker rendszerint abból adódik, ha a drága élelmiszer-adalékanyaggal "feljavított" élelmiszer ára megközelíti, vagy meghaladja a másolt természetes élelmiszer árát. A különböző kereskedelmi célú aromák árai jelentősen eltérnek. A természetes aromák esetében a termékjellemzők változhatnak, mivel gyakran fordul elő jelentős minőségbeli és mennyiségbeli eltérés az egyes termelési időszakok között. A szállítás függ az időjárástól, illetve a politikai szándéktól (lásd a vanília import/export engedélyezés, illetve különféle fűszeranyagok célzott mezőgazdasági támogatása).
Számos aroma mesterségesen is előállítható. A mesterségesen előállított aromák minősége általában elmarad a természetes aromákétól, de olykor előfordul, hogy egy-egy mesterségesen előállított aroma bizonyos (nem mindegyik) minőségi jellemzője megközelíti, vagy meghaladja az utánozni szándékolt aroma bizonyos minőségi jellemzőjét. Néhány aroma egyáltalán nem másolható az aroma jellegzetes kémiai felépítés miatt. Így például nem lehetséges a rendes sör aromáját másolni ízesített alkoholmentes sörrel, mert az alkohol része a sör aromájának.

## Főbb típusok
Az Európai Unióban és Ausztráliában a megállapodás szerint három fő típusát különböztetik meg az élelmiszerekben használható aromaanyagoknak:

### Természetes aroma
Növényi vagy állati nyersanyagokból fizikai, mikrobiológiai vagy enzimatikus folyamatok útján nyert aromaanyagok. Ezen anyagokat mind természetes, mind feldolgozott állapotban fel lehet használni emberi fogyasztásra, de nem tartalmazhatnak más természetazonos és / vagy mesterséges anyagokat.

### Természetazonos aroma
Szintézissel vagy elszigetelt kémiai folyamatok útján nyert aromaanyagok, amelyek kémiailag azonosak a fogyasztásra szánt termékekben természetesen jelenlévő aromaanyagokkal, de nem tartalmaznak más mesterséges anyagokat.

### Mesterséges aroma
Az emberi fogyasztásra szánt termékekben eddig nem azonosított, illetve nem annak feldolgozása során keletkező aromaanyag. Ezek jellemzően természetes forrásból származó frakcionált desztillálással előállított vegyi anyagok és / vagy nyersolaj és / vagy kőszénkátrány párlatai, vegyületei.

## E számok
Az E-számok az EU-ban engedélyezett élelmiszer-adalékanyagok (ide tartoznak az egyes aromák és fűszerek is) rövid jelölései, amelyek a feldolgozott ételek címkéin gyakran szerepelnek Európában.

## Illatanyagok
Az illatanyagokat, vagy egyszerűen illóanyagokat hasonló módon állítják elő, mint az ipari illatanyagokat és a finomított parfümöket. Előállításukhoz a természetes aromákat, és illóanyagokat először ki kell vonni a forrásanyagból. A kinyerés módszerei az oldószeres extrakció, desztilláció, vagy a préselés. A kivonatokat azután általában tovább tisztítják, majd az élelmiszerekhez adagolják a termékek illatának beállítása céljából. A mesterséges, vagy természetazonos aromák gyártóinak viszont először ki kell találniuk, hogy a természetben található illatanyag mely vegyülettől származik, és azt megpróbálják mesterséges úton előállítani. Illetve szintetikus úton teljesen új vegyületet állítanak elő ami egy bizonyos illatot ad és nem mérgező.
A legtöbb mesterséges illat gyakran egyedi és komplex keveréke a természetes vegyületeknek. Előfordul, hogy a mesterséges és természetes illatanyagokat keverik a természetes illatanyag elérése érdekében. Eme illatanyag-keverés teszi lehetővé az egyes gyártók számára, hogy egyedi csak általuk forgalmazott termékeket hozzanak létre. Az eljárás magában hordozza a fokozatmentes receptúra váltás lehetőséget is. Jellemzően a legtöbb illóanyag észterkötésű kémiai vegyület.
| Vegyület                 |   | Illat                                 |
| diacetil                 | → | vajas                                 |
| iso-amil-acetát          | → | banános                               |
| benzaldehid              | → | keserű mandula                        |
| fahéjaldehid             | → | fahéj                                 |
| etil-propionát           | → | gyümölcsös                            |
| metil-antranilát         | → | szőlő                                 |
| limonén                  | → | narancs gyümölcse                     |
| etil-E,Z-2,4-dekadienoát | → | körte                                 |
| allil-hexanát            | → | ananász                               |
| etil-maltol              | → | cukor, vattacukor                     |
| vanillin                 | → | vanília                               |
| metil-szalicilát         | → | kúszó fajdbogyó                       |
| manzanát                 | → | alma                                  |
| málnaketon               | → | málna                                 |
| grépfrútmerkaptán        | → | grépfrút                              |
| uborkaaldehid            | → | uborka                                |
| furfurilmerkaptán        | → | frissen pörkölt (maláta, kávébab,...) |
| 2-acetil-1-pirrolin      | → | pirítós                               |
| eperaldehid              | → | eper                                  |

## Ízanyagok
A só és a cukor pusztán technikailag tekinthető ízesítő aromának. Fokozzák a sós és édes ízt. Általában ízfokozónak tekintjük ezeket a vegyületeket, amelyek növelik az umami ízt, ahogy más másodlagos ízesítők is valójában csak ízfokozóként működnek. Mesterséges édesítőszerek szintén technikai ízesítő aromák.
Az umami vagy a "zamatanyagok" aromái, melyeket gyakrabban nevezik ízesítőknek és ízfokozóknak nagyrészt aminosavak és nukleotidok. Ezek jellemzően nátrium-vagy kalcium-sók vegyületei. Az Európai Unió umami ízanyagokként azonosította és elismerte a következő vegyületeket:

### Glutaminsav sói
Ez egy aminosav nátrium sója, nátrium-glutamát (MSG) az egyik leggyakrabban használt ízfokozó a élelmiszer-feldolgozó iparban. mono és diglutamát sóit használják a leggyakrabban.

### Glicin sói
Egy egyszerű aminosav, melyet általában együtt használják a glutaminsavval, mint ízfokozót.

### Guanil-sav sói
Nukleotid sókat általában együtt használják a glutaminsavval, mint az ízfokozót.

### Inozinos-sav sói
Nukleotid sók, melyek az AMP bontása során keletkeznek. A magas előállítási költségek miatt általában együtt használják a glutaminsavval, mint ízfokozót.

### 5'-ribonukleotid sói
Bizonyos szerves savak felhasználhatók a savanyú íz fokozására, de mint a só és a cukor ezeket sem tekintik valódi aromáknak, ezért nem tartoznak az aromákat szabályozó jogszabályok hatálya alá. Minden sav egy kicsit másképp kölcsönöz savanyú vagy fanyar ízt az ételeknek, és ezáltal képes megváltoztatni az élelmiszerek ízét:
| Vegyület (sav) |   | Íz |
| Ecetsav        | → | Az ecet savanyú ízét és jellegzetes illatát kölcsönzi az ételeknek |
| Aszkorbinsav   | → | A narancsban és a zöldpaprikában található. Éles, metsző ízű, kissé savanyú ízt kölcsönöz az élelmiszereknek, valamint C-vitamin néven általánosan ismert.                                                                                       |
| Citromsav      | → | A citrusfélék jellegzetes savanyú ízét kölcsönzi az ételeknek |
| Tejsav         | → | Különféle tejtermékekben megtalálható, a tejtermékekre jellemző telt ízt és fanyarságot adja |
| Fumársav       | → | A tinóru gombákban, valamint az izlandi zuzmókban és mohákban egyaránt megtalálható, de a gyümölcsökből hiányzik. Mint adalékanyagot a citromsav vagy a borkősav helyettesítésére is használják mint ízfokozót, illetve mint savanyúság fokozót. |
| Almasav        | → | Almában található sav és egy az almára jellemző savanyú / savanykás ízt kölcsönöz az ételeknek |
| Foszforsav     | → | Főleg üdítőitalok savanyú ízét adja (pl.: kóla). |
| Borkősav       | → | Szőlőben és a borban is megtalálható, egy jellegzetes enyhén savanykás ízt kölcsönöz az ételeknek |

## Színezékek
Az élelmiszerszínezékek is befolyásolhatják az élelmiszerek ízének és/vagy illatának érzékelését is. Például, ha több vörös színt adagolnak az italba, akkor az növeli az ital édességének érzetét. A sötétebb szín 2-10%-kal növeli az édesítő hatást még akkor is, ha csökkentették annak szacharóz-koncentrációját. A színek által kiváltott hatásokat a kognitív elvárásoknak tulajdonítják.

## Beazonosítás
Az ízek érzékszervi vizsgálatára már rendelkezésre, illetve kidolgozás alatt áll néhány szabvány. Az aromák vegyelemzésére szilárd fázisú extrakciós, szilárd fázisú mikroextrakciós, és a gázkromatográfiás technikát alkalmaznak az egyes minták kivonatainak ízeit és / vagy illatát  kiváltó vegyületek elkülönítésére. A meghatározást általában a tömegspektrometriában alkalmazott módszerek segítségével végzik.

## Fordítás
- Ez a szócikk részben vagy egészben a Aroma című német Wikipédia-szócikk fordításán alapul.  Az eredeti cikk szerkesztőit annak laptörténete sorolja fel. Ez a jelzés csupán a megfogalmazás eredetét és a szerzői jogokat jelzi, nem szolgál a cikkben szereplő információk forrásmegjelöléseként.